# Ḳ
Cette page contient des caractères spéciaux ou non latins. S’ils s’affichent mal (▯, ?, etc.), consultez la page d’aide Unicode.
Ḳ (minuscule : ḳ), appelé K point souscrit, est une lettre additionnelle latine, utilisée dans l’écriture du buang mapos et dans certaines romanisations ALA-LC, GENUNG, BGN/PCGN, translittération, et ISO 11940.
Il s’agit de la lettre K diacritée d’un point souscrit.

## Utilisation

### Romanisation des langues sémitiques
Dans la romanisation ALA-LC de l’hébreu et du yiddish, le ḳ est utilisé pour translittérer le qof ‹ ק ›.
Dans la romanisation ISO 11940 du thaï, ḳh est utilisé pour translittérer le kho rakhang ‹ ฆ ›.
Dans la translittération du ge’ez, ‹ ḳ › retranscrit le ‹ ቀ ›.

## Représentations informatiques
Le K point souscrit peut être représente avec les caractères Unicode suivants :
- précomposé (latin étendu B) :

| formes    | représentations | chaînes de caractères | points de code | descriptions                             |
| --------- | --------------- | --------------------- | -------------- | ---------------------------------------- |
| majuscule | Ḳ               | Ḳ                     | U+1E32         | lettre majuscule latine k point souscrit |
| minuscule | ḳ               | ḳ                     | U+1E33         | lettre minuscule latine k point souscrit |

- décomposé (latin de base, diacritiques) :

| formes    | représentations | chaînes de caractères | points de code | descriptions                                         |
| --------- | --------------- | --------------------- | -------------- | ---------------------------------------------------- |
| majuscule | Ḳ               | K◌̣                    | U+004B U+0323  | lettre majuscule latine k diacritique point souscrit |
| minuscule | ḳ               | k◌̣                    | U+006B U+0323  | lettre minuscule latine k diacritique point souscrit |